# Liturgické divadlo
Liturgické divadlo nebo též liturgické drama byla součást mše, kde byla v rámci dramatického kusu předváděna především biblická témata. Cílem bylo předvést a ozvláštnit výklad bible pro publikum, které bylo ve většině případů negramotné.

## Předznamenání
V desátém století byly do slavnostních procesí postupem času přidávány divadelní prvky. Kupříkladu součástí průvodu na Květnou neděli byla postava Ježíše jedoucího na oslu.
Kromě toho divadelní prvky nesl i dialog, který fungoval v rámci liturgie hodin, kdy spolu mniši zpěvem antifonálních písní vzájemně komunikovali.

## Vlastní vznik
Není přesně jasné, kde a kdy se první liturgické drama objevilo, ale pravděpodobně to bylo buď ve Fleurách, nebo v Limoges. Nejstarší text, který se dochoval, pochází z let 965-975 z díla Regularis concordia jehož autorem je Winchesterský biskup Ethelwold. Vlastní drama se pak v rámci klášterů zařadilo do liturgie hodin a to protože u standardní mše nebyla příliš velká náklonnost pro novinky a změny, zatímco liturgie hodin se měnila den ze dne a tudíž nebyl problém zavádět novoty.
Nejprve se hry hrály především v benediktýnských klášterech a nejstarší dochované drama je Hra tří Marií.

## Rozvoj
V jedenáctém století došlo k vojenském uklidnění Evropy. Vikingové, nyní křesťané, přestali s loupeživými nájezdy, a tak mohlo dojít plnému rozvoji měst a zejména církevních budov, což s sebou přinášelo posilování křesťanského života. V rámci katedrál vznikly školy a univerzity, jež se staly novými centry vzdělanosti a náboženského života. A právě zde se začalo hrát liturgické drama i pro veřejnost.
Nejčastěji hraným tématem byly Velikonoce (zejména Kristovo zmrtvýchvstání - ukřižování se příliš často neinscenovalo), ale i Vánoce, které zahrnovali především tři krále a Herodův masakr dětí.

## Inscenace dramat
Z počátku byla představení scénována velmi jednoduše, za použití v klášteře dostupných kostýmů (např. mnišská roucha) a rekvizit (kadidelnice). Později vzniklo. tzv. Mansionové jeviště, což byly malé scénické stavby, ve kterých se děj odehrával nezávisle na sobě a tak si diváci mohli vybrat, na které představení se budou dívat. V této éře se již používali speciální kulisy (např. hvězda, kterou následovali tři králové nebo boží hrob)) Co se týče hereckého projevu, tak zde neexistovala snaha o realistické ztvárnění postavy. V pozdějších obdobích se začínal využívat i celý prostor kostela - například při inscenaci Herodova vraždění neviňátek stráže pobíhali mezi lidmi v kostele. Dokonce je známo i představení z Bauvais, kde šel kostelem průvod vedoucí Marii na oslu.